# Ковбои против пришельцев
«Ковбои против пришельцев» (англ. Cowboys & Aliens) — фантастический вестерн режиссёра Джона Фавро по мотивам одноимённого графического романа. Фильм рассказывает о том, что случится, если две традиционно непримиримые стороны, ковбои и индейцы, получат общего врага — инопланетного завоевателя. Премьера в США — 29 июля, в России — 11 августа 2011 года.

## Сюжет
1873 год, город Абсолюшен, штат Аризона. В глухой американской провинции появляется потерявший память незнакомец (Дэниел Крейг). Единственные намеки на его прошлое — это необычный браслет на руке и странная рана. Странник быстро узнает, что городком железной рукой управляет полковник Долархайд (Харрисон Форд), и что за голову самого странника объявлена награда. Также он узнаёт, что он — гангстер Джейк Лонерган, укравший у Долархайда золотые монеты и впоследствии сбежавший с ними от собственной банды, чтобы начать новую жизнь.
Внезапно с неба обрушиваются ужасающие создания, которые забирают всех, кого им заблагорассудится. Оказалось, что браслет Джейка — высокотехнологичный инопланетный бластер, управляемый силой мысли. Джейк постепенно начинает вспоминать, что пришельцы похитили его и его возлюбленную и проводили над ними опыты. В итоге её дезинтегрировали, а Джейк получил рану от инопланетного зонда. Случайно надев браслет проводившего над ним опыты пришельца, а также ранив существо, Джейк сбежал и потерял сознание, после чего очнулся без воспоминаний о случившемся.
Девушка Элла, которая задавала Джейку много вопросов с момента его прибытия в город, оказалась представительницей другой инопланетной расы, которую уничтожили эти же монстры. Целью этих пришельцев оказалось обыкновенное золото из шахты, из которой сбежал Джейк. Освободив пленников, среди которых был и сын Долархайда, Элла целует Джейка и жертвует собой, уничтожив ракету. Все жители возвращаются в провинцию, с Джейка снимают все обвинения, и он уезжает.

## В ролях
| Актёр            | Роль                             |
| ---------------- | -------------------------------- |
| Дэниел Крейг     | Джейк Лонерган                   |
| Харрисон Форд    | полковник Вудро Долархайд        |
| Оливия Уайлд     | Элла                             |
| Сэм Рокуэлл      | Док                              |
| Ноа Рингер       | Эмметт                           |
| Пол Дано         | Перси Долархайд                  |
| Клэнси Браун     | Мичам                            |
| Кит Кэррадайн    | шериф Джон Таггарт               |
| Ана де ла Регера | Мария                            |
| Дэвид О`Хара     | Пэт Долан                        |
| Эбигейл Спенсер  | Элис                             |
| Уолтон Гоггинс   | Хант                             |
| Адам Бич         | Нэт Колорадо                     |
| Тоби Хасс        | Рой Мёрфи                        |
| Рауль Трухильо   | вождь Апачей                     |
| Крис Браунинг    | подручный Долархайда Джед Паркер |

## Отзывы

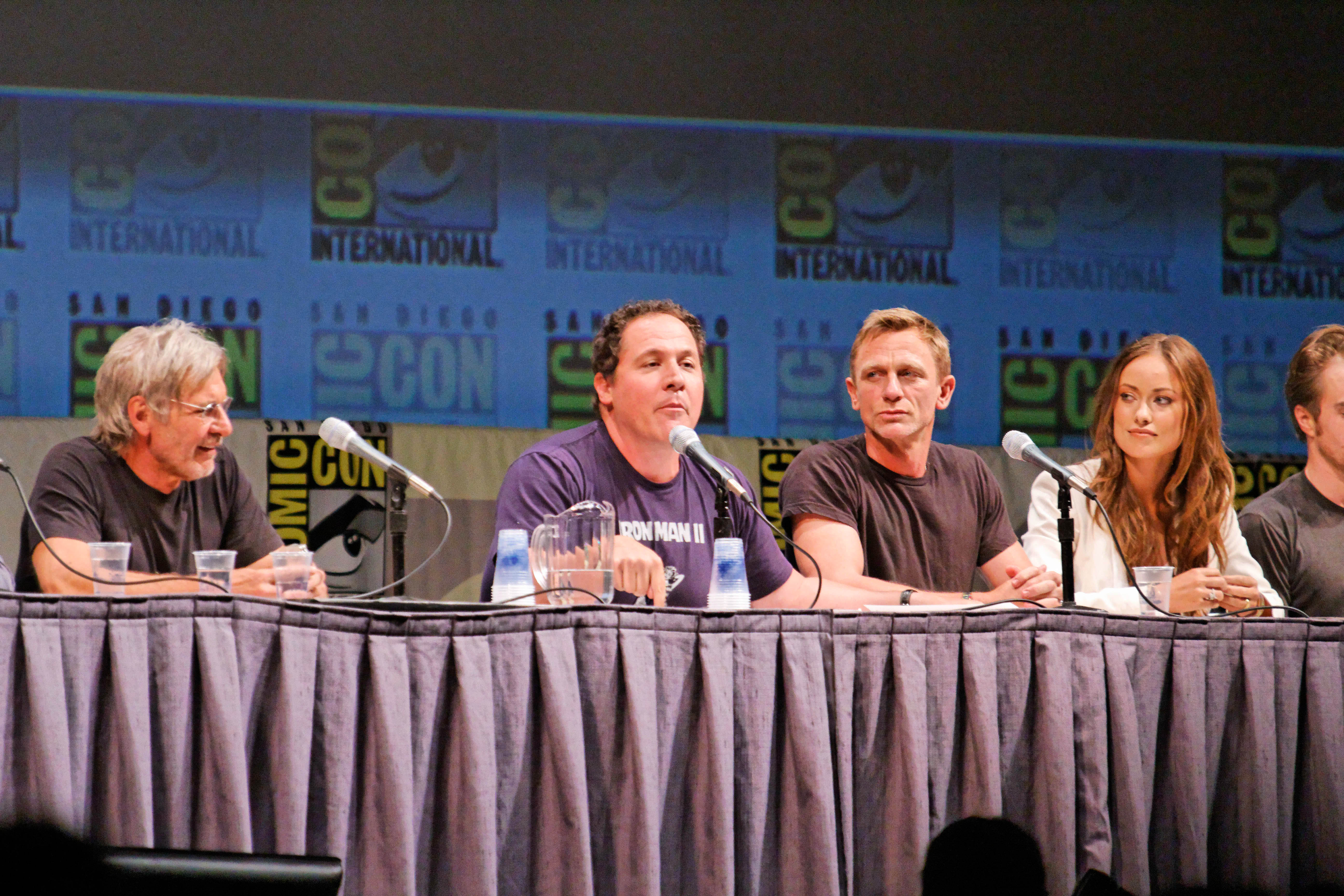
Харрисон Форд, Джон Фавро, Дэниел Крейг и Оливия Уайлд в 2010 году представляют фильм на San Diego Comic-Con

Фильм получил смешанные отзывы кинокритиков. На Metacritic средний рейтинг фильма составляет 50 баллов из 100 на основе 41 обзора. На IMDB рейтинг фильма составляет 6.0 баллов из 10 возможных.

## Награды и номинации
- 2011 — три номинации на премию Scream Awards[англ.]: лучший фильм по мотивам комикса, лучший научно-фантастический актёр (Дэниел Крейг и Харрисон Форд).
- 2012 — номинация на премию Гильдии киноактёров США за лучшую работу каскадёров.
- 2012 — номинация на премию «Сатурн» за лучшую мужскую роль второго плана (Харрисон Форд).
- 2012 — две номинации на премию «Энни» за анимированные эффекты.